# Rolls-Royce Phantom
Rolls-Royce Phantom — автомобілі класу люкс виробництва компанії Rolls-Royce Motor Cars:

## Покоління
- Rolls-Royce Phantom I — автомобілі, що випускалися в 1925–1931 роках.
- Rolls-Royce Phantom II — автомобілі, що випускалися в 1929–1935 роках.
- Rolls-Royce Phantom III — автомобілі, що випускалися в 1936–1939 роках.
- Rolls-Royce Phantom IV — автомобілі, що випускалися в 1950–1959 роках, виключно для членів королівської родини та глав держав.
- Rolls-Royce Phantom V — автомобілі, що випускалися в 1959–1968 роках.
- Rolls-Royce Phantom VI — автомобілі, що випускалися в 1968–1991 роках.
- Rolls-Royce Phantom VII — автомобілі, що випускалися в 2003–2018 роках.
- Rolls-Royce Phantom VIII — автомобілі, що випускаються з 2018 року.
- Rolls-Royce Phantom Drophead Coupé — автомобілі, що випускалися в 2007–2016 роках.
- Rolls-Royce Phantom Coupé — автомобілі, що випускалися в 2008–2016 роках.

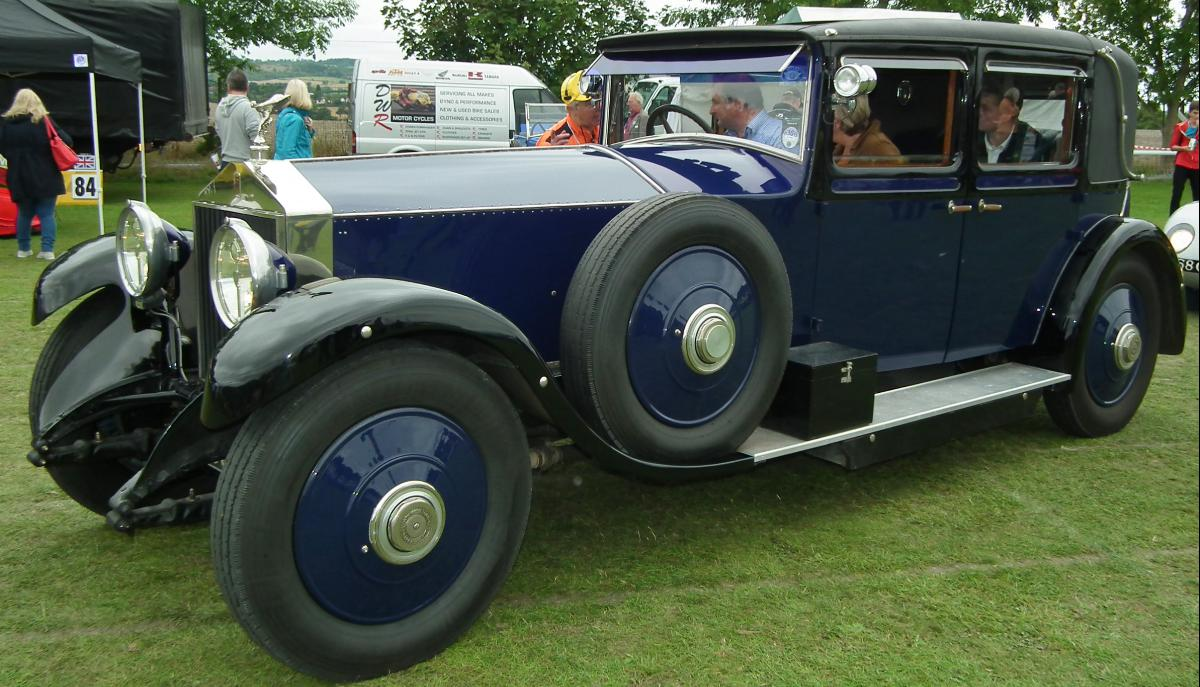
Rolls-Royce Phantom I (1925–1931)
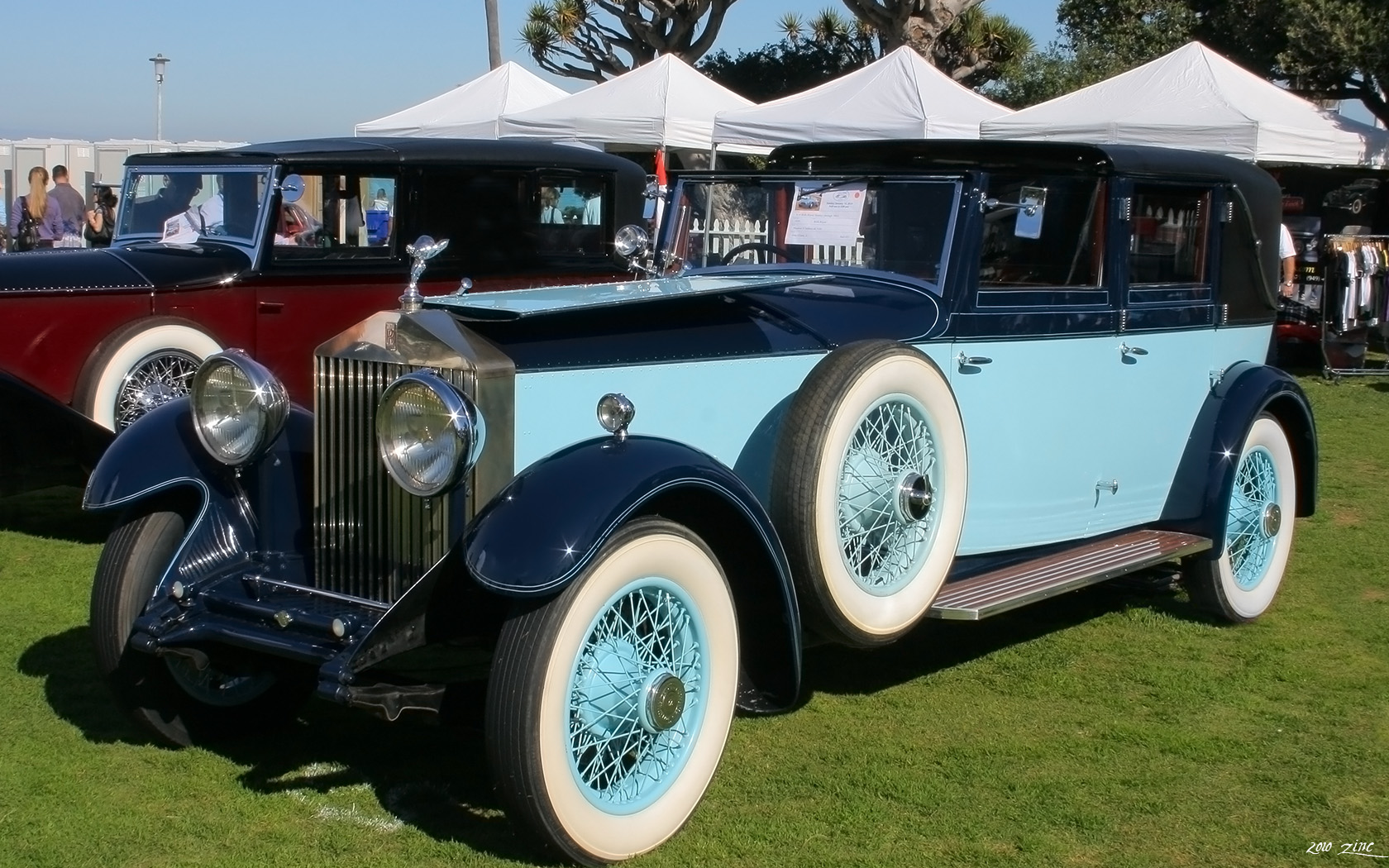
Rolls-Royce Phantom II (1929–1935)
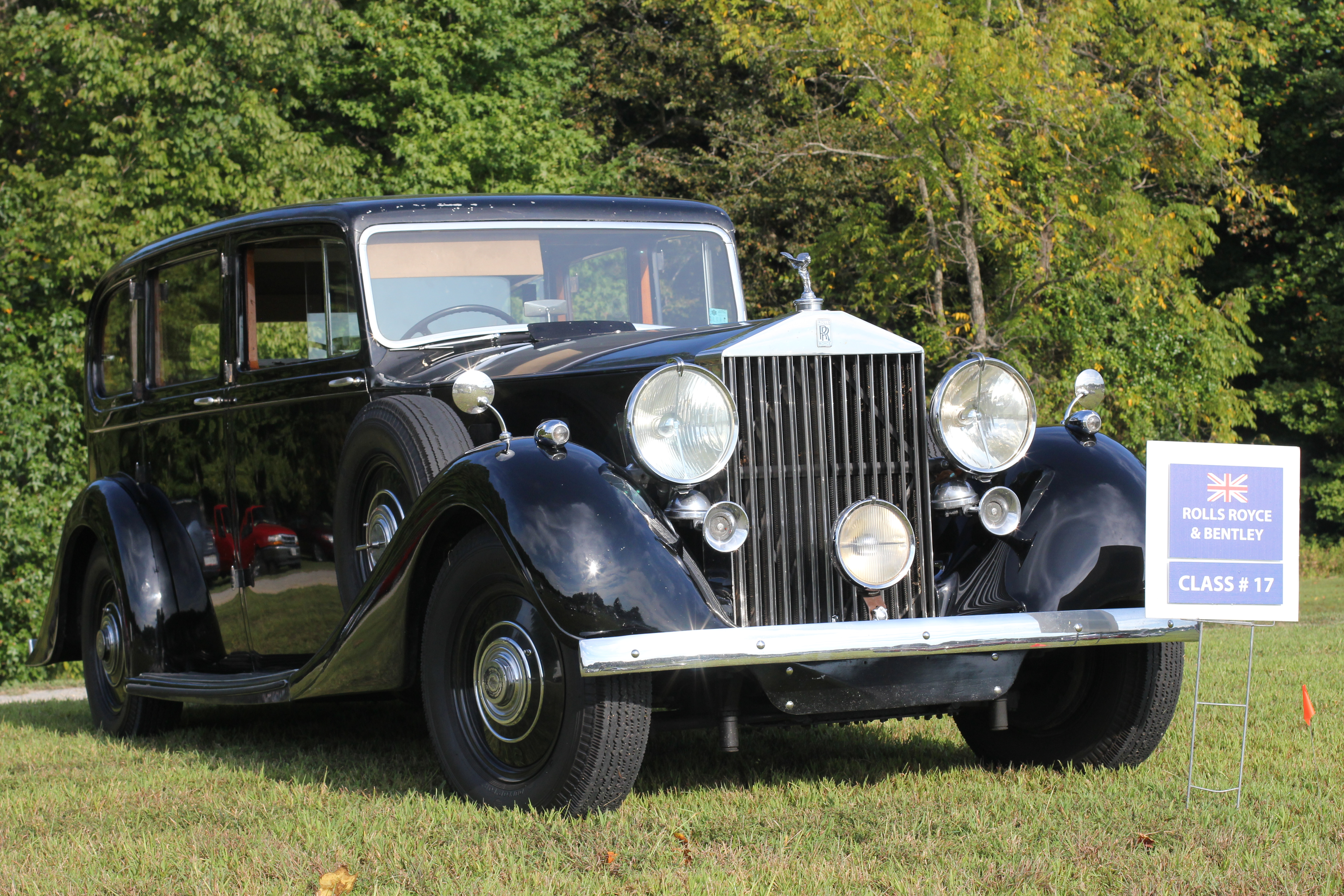
Rolls-Royce Phantom III (1936–1939)
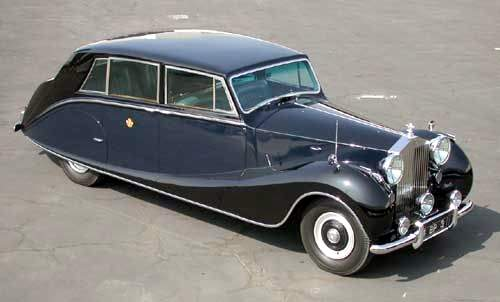
Rolls-Royce Phantom IV (1950–1959)
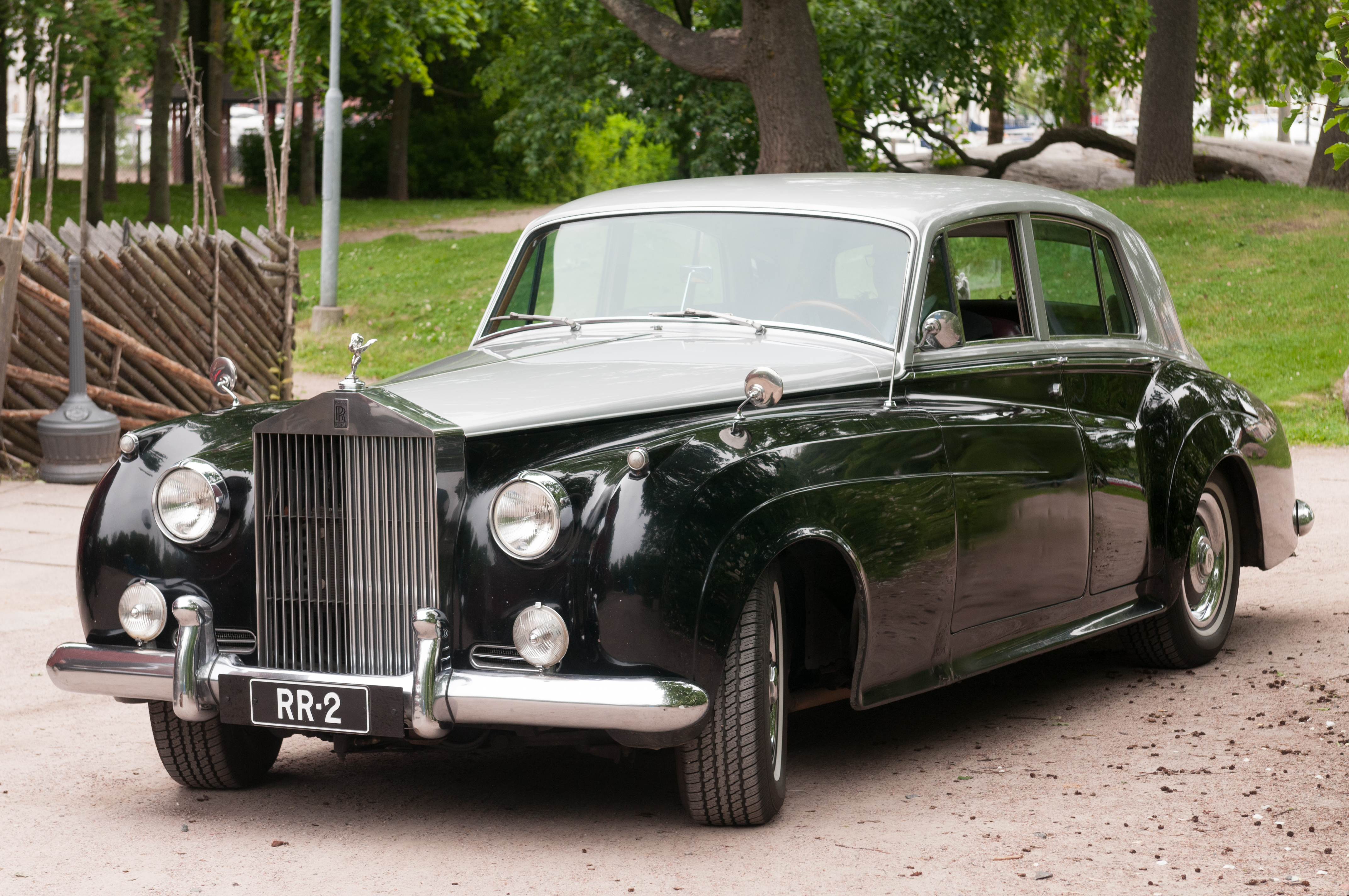
Rolls-Royce Phantom V (1959–1968)
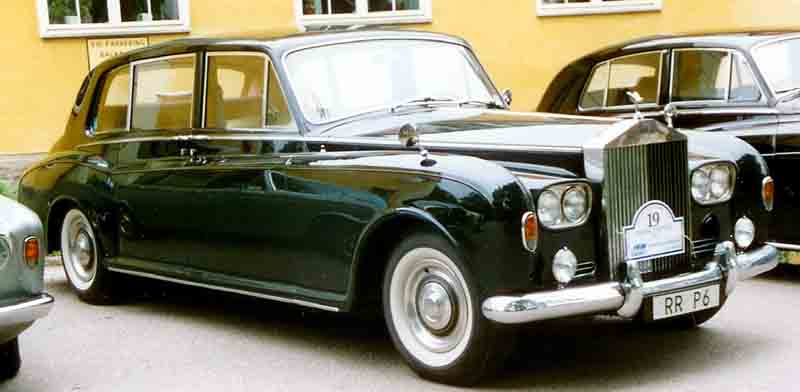
Rolls-Royce Phantom VI (1968–1991)
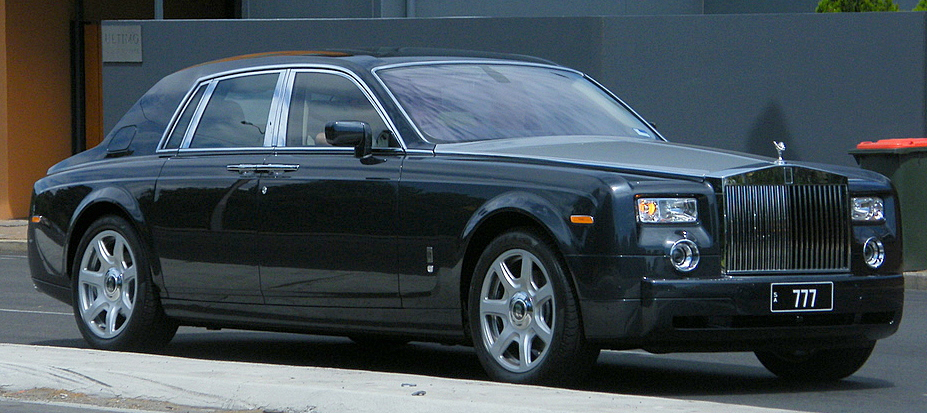
Rolls-Royce Phantom VII (2003–2018)
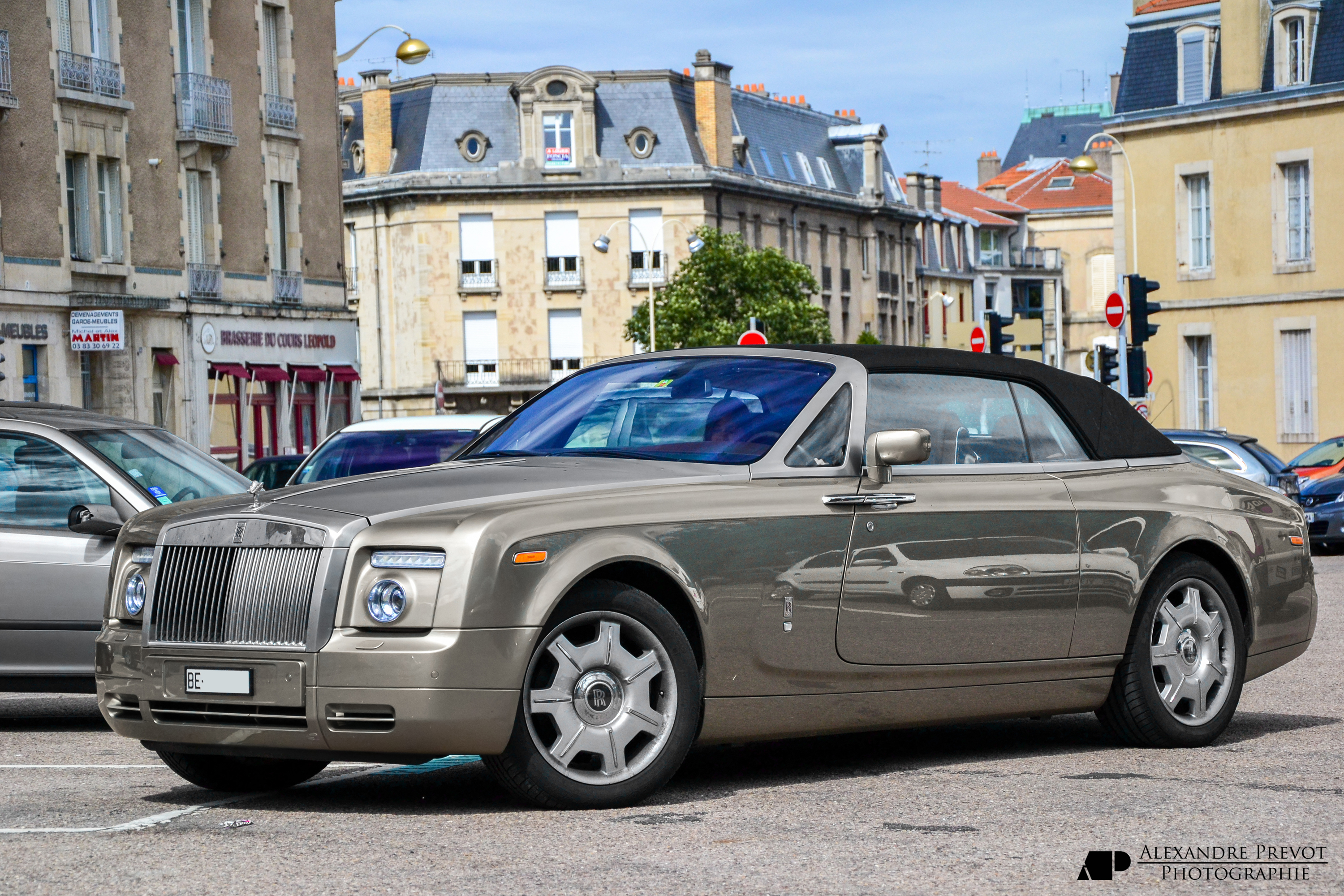
Rolls-Royce Phantom Drophead Coupé (з 2007)
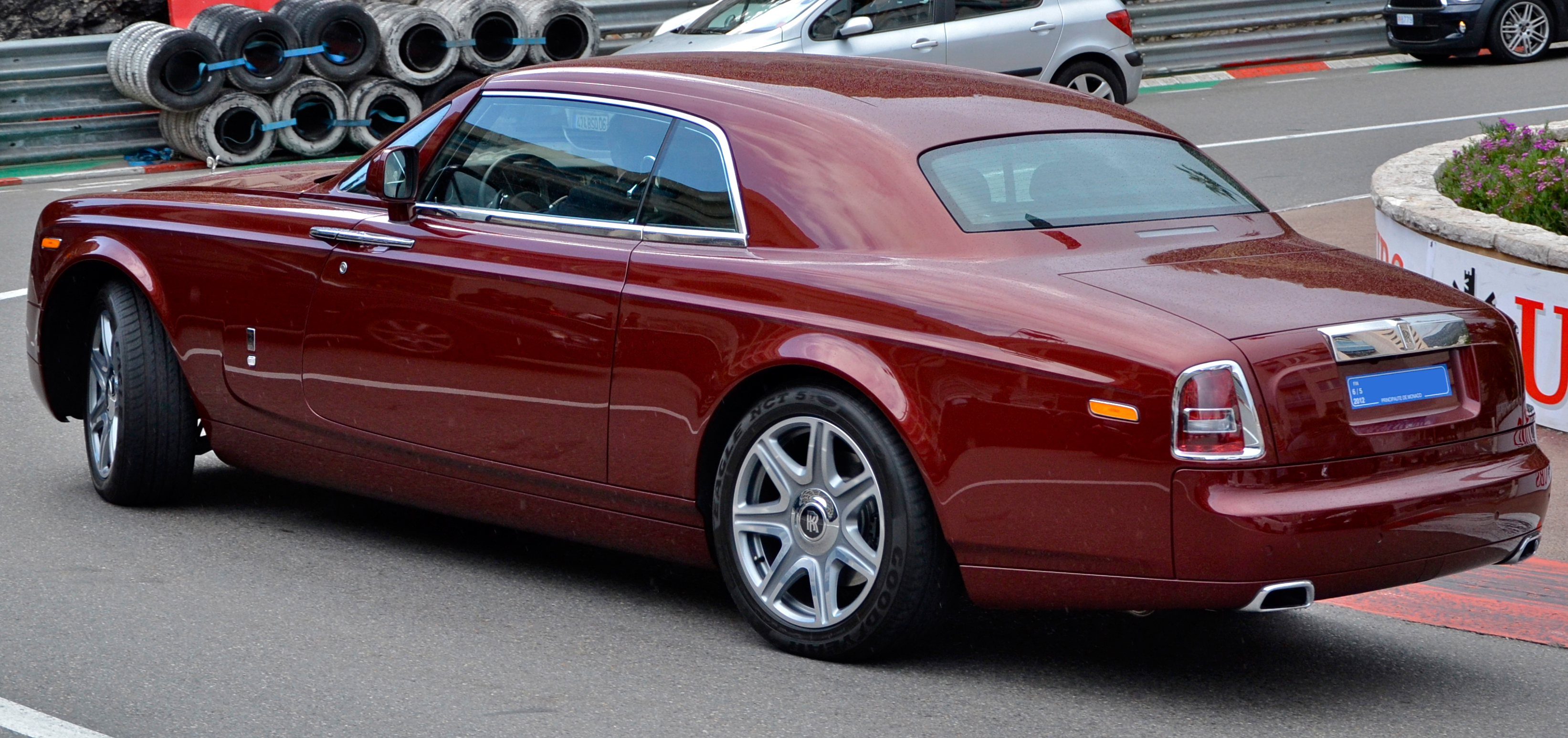
Rolls-Royce Phantom Coupé (з 2008)

### Rolls-Royce Phantom VIII (з 2018)

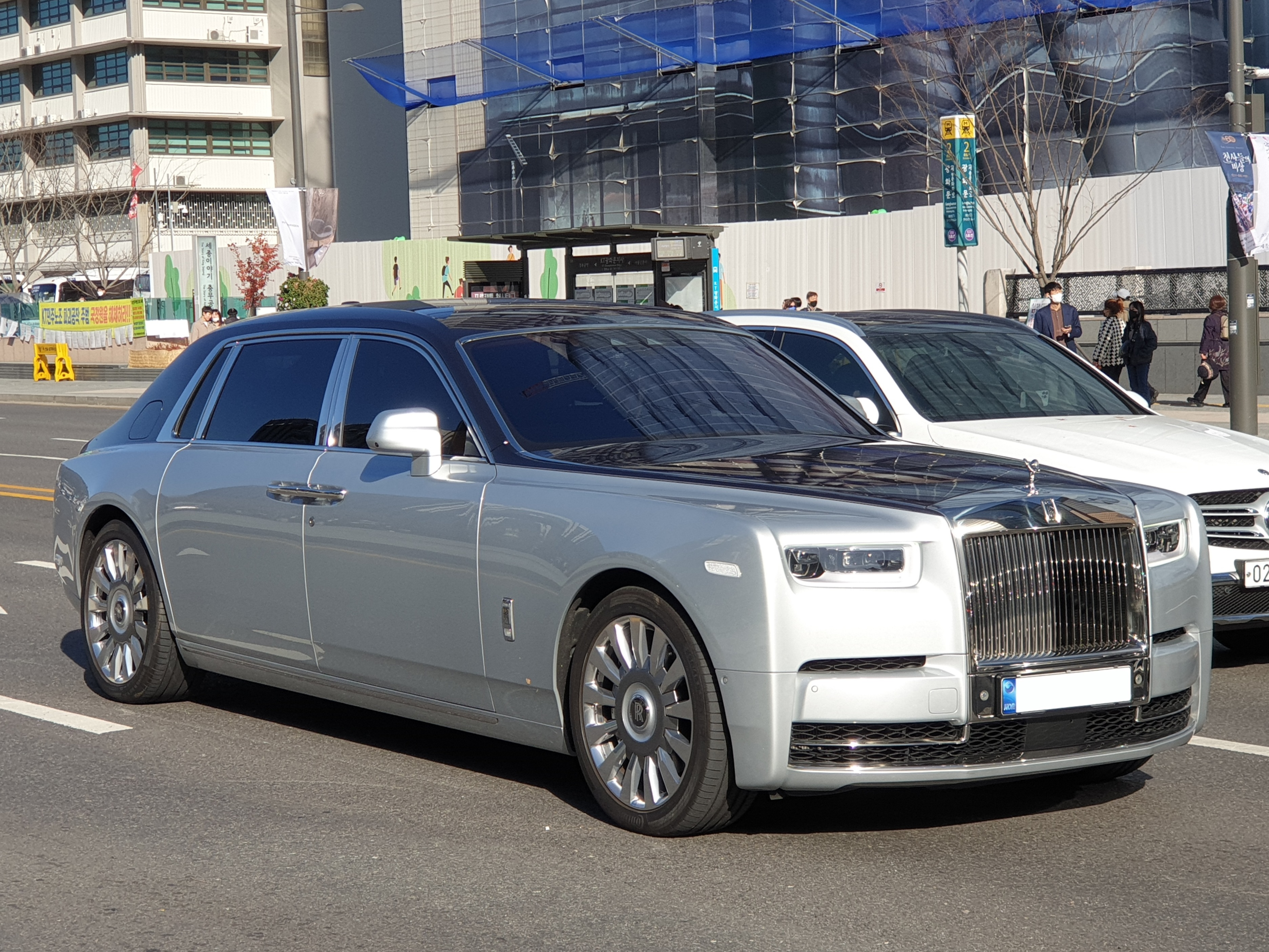
Rolls-Royce Phantom EWB VIII (з 2018)

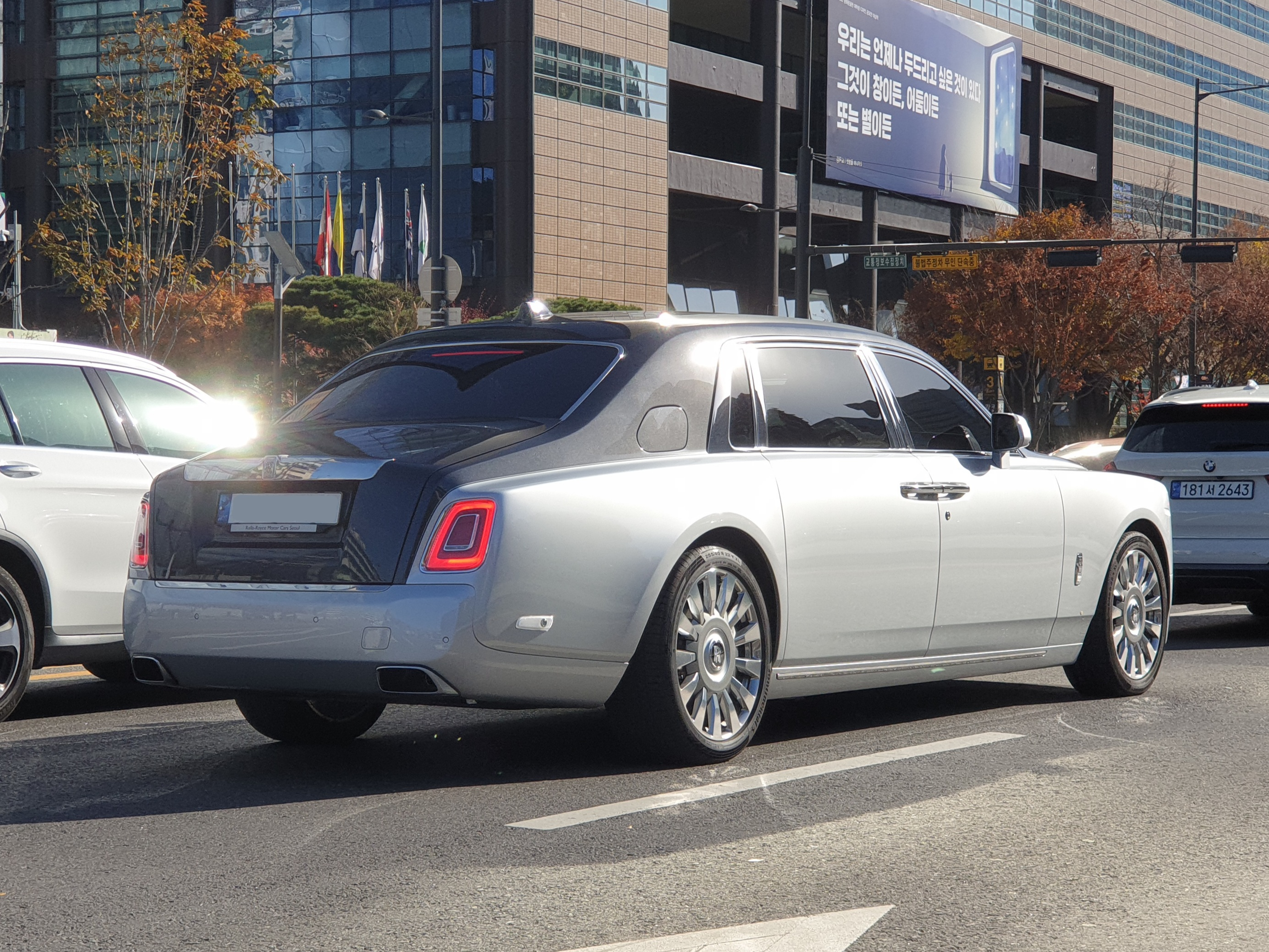
Rolls-Royce Phantom EWB VIII (з 2018)

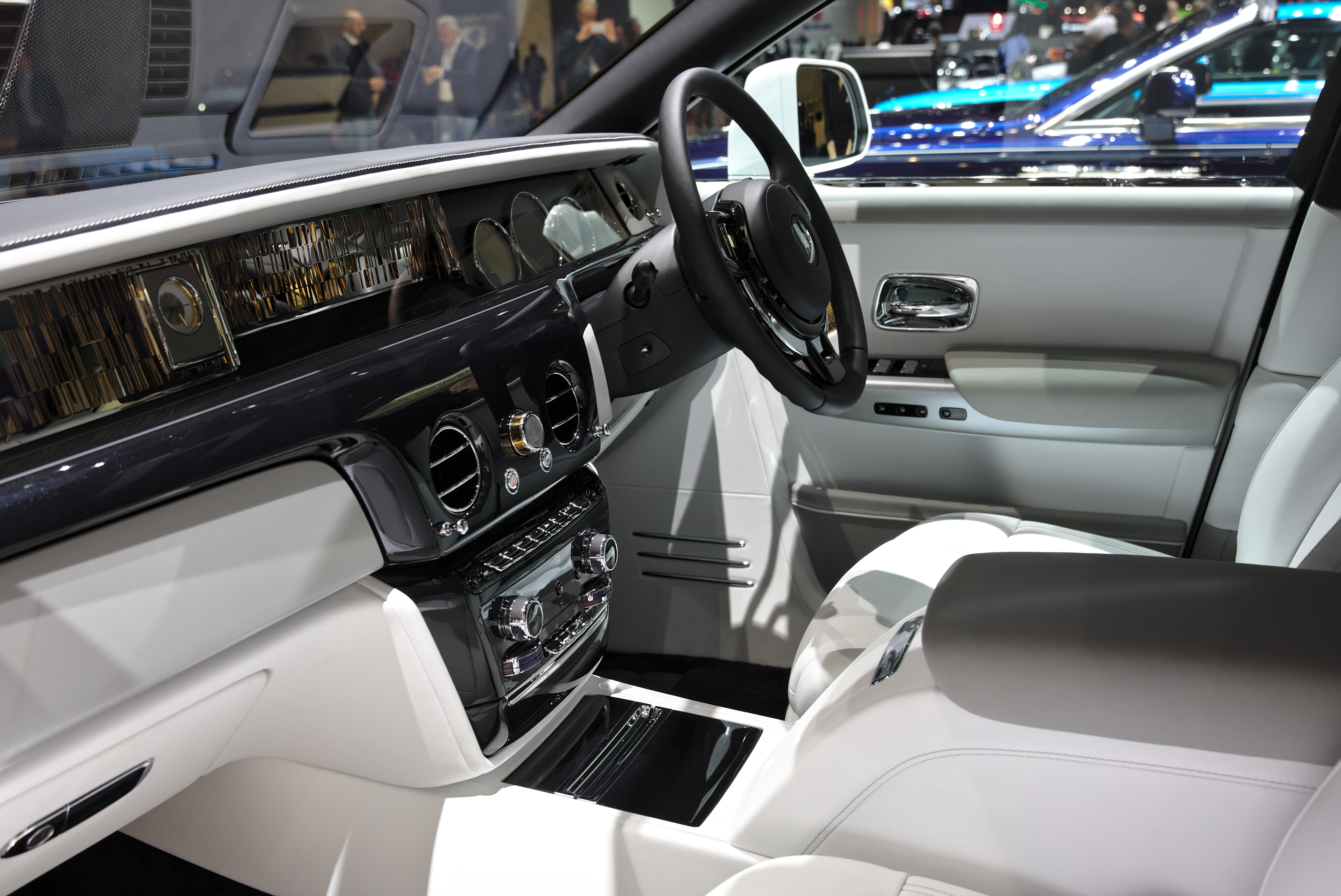
Rolls-Royce Phantom VIII (з 2018)

В липні 2017 року Лондоні відбулася прем’єра Rolls-Royce Phantom восьмого покоління. Флагманський седан Роллс-Ройс надійшов в продаж в 2018 році і став найдорожчим чотиридверним авто у світі. Придбати Rolls-Royce Phantom можна за 450 тис. євро.
Седан побудований на новій модульній архітектурі, яку будуть використовувати лише Phantom і Роллс-Ройс майбутнього.
Як і раніше, седан Phantom випускається в двох версіях по довжині: стандартний на 5762 мм (колісна база - 3552) і подовжений EWB (5962 і 3752 відповідно). Двигун: V12 6.75 л з двома турбокомпресорами (571 к.с., 900 Нм). Розгін до сотні займає 5,3 с у базової машини і 5,4 с у версії EWB, а максимальна швидкість обмежена електронікою на 250 км/год.
Діагональ цифровий приладової панелі досягає 12,3 дюймів, а під широкої скляної планкою за центральним дисплеєм можна інсталювати копію якоїсь відомої картини. Вибрати шедевр живопису можна з фірмового каталогу.
Творці називають Phantom най тихішим автомобілем в світі. Аргументи - подвійне скління товщиною 6 мм, 130 кг шумоізоляційних матеріалів і спеціальні шини Continental, заповнені піною, яка знижує шум на 9 дБ в порівнянні з традиційними покришками. Загальний рівень шуму при 100 км / год в порівнянні з попередником впав на 10%.

#### Двигун
- 6.75 л N74B68 twin-turbo V12 571 к.с. 900 Нм